# 가일스 밀턴
가일스 밀턴(Giles Milton, 1966년 - )은 영국의 작가이자 언론인이다. 그는 탐험사에 관한 책들을 저술한 것으로 매우 유명하다. 영국에서 런던 타임스 등의 일간지에 각종 글을 기고하고 있다. 집필하기 전 정보수집을 위해 여러 나라를 여행했다.

## 저서
- 수수께끼의 기사

중세시대 전 세계를 여행한 후 여행기를 지은 존 멘드빌 경의 이야기가 사실인지 아닌지를 밝혀나가는 내용의 책이다.
- 향료전쟁

1600년대 동남아시아의 향료제도를 사이에 두고 영국과 네덜란드가 벌인 치열한 이권 다툼을 담은 책이다. 유명한 뱃사람인 드레이크 제독, 미들턴 제독,나다니엘 제독 등의 이야기를 담고 있다.
- 위대한 두목 엘리자베스

엘리자베스 1세 시대에 이뤄진 영국의 북아메리카 식민지 개척사 내용을 담고 있다. 주로 롤리경의 후원으로 파견된 로어노크섬 식민지 개척자들의 이야기를 다루고 있다.
- 사무라이 윌리엄

최초로 일본에 갔던 영국인 윌리엄 애덤스의 행적을 따라 유럽인의 눈에 비친 중세시대 일본의 모습을 그려내고 있다.
- 화이트 골드

18~19세기의 영국인들에 대한 무어인들의 노예 사냥과 그에 얽힌 이야기를 풀어내고 있다.